# Emanuel Hurwitz
Emanuel Hurwitz (geboren 21. Februar 1935 in Zürich; gestorben 5. Februar 2022 ebenda) war ein Schweizer Psychiater, Psychotherapeut, Publizist und Politiker (SP).

## Leben
Hurwitz wuchs in Wipkingen auf. Bereits in jungen Jahren hatte Hurwitz eine Leidenschaft für Musik, spielte Klavier, Geige und Bratsche, komponierte für sein Schulorchester und dirigierte den jüdischen Studentenchor in Basel. Nach drei Semestern Musikstudium zog es ihn 1956 zur Medizin, die er in Basel, Tel Aviv, Berlin, Montpellier und Zürich studierte. Während seiner Zeit in Berlin war er Zeuge der Stadtteilung in Ost und West. Mit gefälschten Schweizer Pässen half er rund fünfzig Menschen, aus dem Osten zu flüchten, und vereinte Familien und Freunde.
Drei Jahre nach Abschluss des Studiums zog es ihn zur Psychiatrie und zur Psychiatrischen Universitätsklinik Zürich auf dem Burghölzli, unweit seines Geburtsorts. Er war Oberarzt der 
PUK, als bei der Brandkatastrophe vom 6. März 1971 28 Patienten erstickten. 1972 machte er sich selbständig.
Hurwitz war von 1979 bis 1984 SP-Vertreter im Zürcher Kantonsrat. 1984 trat er aus Protest gegen anti-israelische Tendenzen aus der Partei und dem Kantonsrat aus. In seinem teilweise autobiografischen Buch Bocksfuss, Schwanz und Hörner (Nagel und Kimche, 1986) lieferte er zugleich eine Analyse des europäischen Antisemitismus des 19. Jahrhunderts. 1991 veröffentlichte er sein zweites Buch unter dem Titel Juden und Christen.
Bis 2018 blieb er als Psychoanalytiker in seiner Praxis tätig. Hurwitz lebte in Zürich.